# Fanta

Fanta-reclame in Japan

Fanta is een koolzuurhoudende frisdrank van The Coca-Cola Company. Fanta is vooral bekend als een sinaasappeldrank met koolzuur (Fanta Orange), maar er bestaan tal van andere smaken, al dan niet met koolzuur. Te noemen zijn onder andere: Mandarin, Fruit Twist, Lemon, Skwizz, Shokata, Apple, Strawberry en Pink Kiss. Veel van deze smaken zijn ook in light-versie beschikbaar. In Nederland kent Fanta de volgende smaken: Orange, Pomelo, Red Fruit, Cassis, Exotic, Lemon en Mezzo.

## Geschiedenis
Fanta ontstond tijdens de Tweede Wereldoorlog, in 1940, in het Duitse Essen toen Coca-Cola Duitsland niet meer aan de juiste ingrediënten voor Coca-Cola kon komen en daarom een vervangende frisdrank volgens eigen receptuur ging maken. Omdat contact met het hoofdkantoor van Coca-Cola in Atlanta niet mogelijk was, is Fanta ontwikkeld zonder toestemming of overleg. De naam werd in een brainstormsessie bedacht als verkorte vorm van het Duitse woord Fantasie. In 1941 werd Fanta geregistreerd als een Duits merk. Na de oorlog zijn de merknaam en het recept van Fanta overgedragen aan het hoofdkantoor. Ook in Nederland is tijdens de Tweede Wereldoorlog door de Coca-Cola-fabriek in Amsterdam een product onder de naam Fanta op de markt gebracht. Het Nederlandse recept was op basis van vlierbessensap. Alle naoorlogse frisdranken die onder de merknaam Fanta zijn uitgebracht hebben niets meer te maken met deze oorspronkelijke varianten uit de oorlog.

## Varianten
Concurrent PepsiCo bezit eveneens een merk waaronder een reeks van frisdranken met vruchtensmaak wordt uitgebracht: Mirinda. In Frankrijk is The Coca-Cola Company, drie maanden nadat de Franse overheid rebaudioside A officieel toestond als zoetstof, als eerste ertoe overgegaan om een Fanta-variant met dit stevia-ingrediënt te gaan zoeten.